# Mel Stride
Melvyn John Stride (ur. 30 września 1961 w Londynie) – brytyjski polityk, członek Partii Konserwatywnej, w latach 2022–2024 minister pracy i emerytur, w 2019 przewodniczący Izby Gmin i lord przewodniczący Rady. Od 2010 poseł do Izby Gmin. Od 2024 kanclerz skarbu w gabinecie cieni.

## Życiorys
Urodził się i wychował w Londynie, w dzielnicy Ealing. Ukończył studia z zakresu filozofii, ekonomii i nauk politycznych w St Edmund Hall na Uniwersytecie Oksfordzkim. Był przewodniczącym studenckiego klubu dyskusyjnego Oxford Union. W 1987 założył firmę Venture Marketing Group, specjalizującą się w organizacji targów i konferencji oraz w działalności wydawniczej.
W 2010 po raz pierwszy kandydował w wyborach do Izby Gmin. Został wówczas wybrany z nowo utworzonego okręgu Central Devon. Uzyskiwał tam reelekcje poselskie w 2015, 2017, 2019 i 2024.
W latach 2014–2019, w okresie sprawowania stanowiska premiera przez Davida Camerona i Theresę May, pełnił niższe funkcje rządowe. Był wówczas, m.in. asystentem, a następnie zastępcą głównego whipa większości rządowej oraz Skarbnikiem Generalnym (Paymaster-General; od 2017 do 2019). W trakcie kampanii przed referendum w 2016, opowiadał się za pozostaniem Zjednoczonego Królestwa w Unii Europejskiej. 23 maja 2019 wszedł w skład gabinetu, jako przewodniczący Izby Gmin i lord przewodniczący Rady. Pozostał na tych stanowiskach do czasu dymisji Theresy May. 25 października 2022 został powołany na urząd ministra pracy i emerytur w gabinecie utworzonym tego dnia przez Rishiego Sunaka. Po porażce konserwatystów w wyborach parlamentarnych w 2024, utrzymał to stanowisko w gabinecie cieni kierowanym przez Sunaka. W tym samym roku ubiegł się o funkcję lidera Partii Konserwatywnej. W głosowaniu członków frakcji parlamentarnej, zajął 5 miejsce na 6 kandydatów. Po wyborze Kemi Badenoch na to stanowisko, Stride objął funkcję kanclerza skarbu w sformowanym przez nią gabinecie cieni.
Jest żonaty i ma trzy córki.